# Immi ruah
Immi ruah (Spirito divino in lingua ebraica) è un singolo di Renato Zero pubblicato nel 2005, terzo singolo estratto dall'album Il dono.

## Tracce
Testi di Renato Zero e Vincenzo Incenzo, musiche di Claudio Guidetti
1. Immi ruah – 4:10